# 미크로네시아인

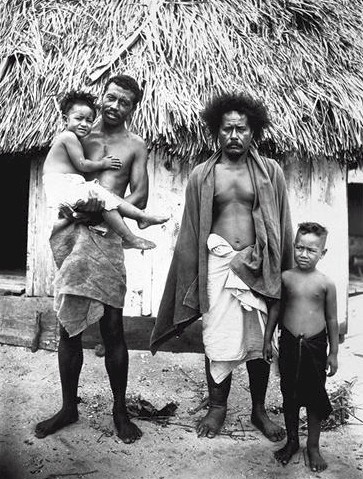
1915년의 캐롤리니아인

미크로네시아인은 태평양의 오세아니아 지역인 미크로네시아에 원주하는 서로 밀접하게 관련된 다양한 민족 집단이다. 이들은 대만을 원향으로 하는 오스트로네시아어족에 속한다.
미크로네시아인으로 분류되는 민족 언어학적 집단에는 캐롤리니아인(북마리아나 제도), 차모로인(괌 및 북마리아나 제도), 추우크인, 모틀록인, 나모누이토인, 파팡인, 풀루왓인, 폴라프인(추크주), 키리바시인(키리바시), 코스라에인(코스라에주), 마셜인(마셜 제도), 나우루인(나우루), 팔라우인, 손소롤인, 하토호베이인(팔라우 하토호베이주), 폰페이인, 핑겔라프인, 응가틱인, 모킬인(폰페이섬), 그리고 얍인, 울리시안인, 월레이안인, 사타왈인(야프섬) 등이 포함된다.

인도-태평양 전역의 오스트 오스트로네시아인들의 연대순 분포

## 같이 보기
- 미크로네시아
- 폴리네시아
- 폴리네시아인
- 대만 원주민
- 오스트로네시아족
- 말라가시인
- 멜라네시아인